# Wilhelm von Braumüller
Wilhelm Karl Ernst Heinrich Ritter von Braumüller (Zillbach, 1807. március 19. – Bécs, 1884. július 25.) bécsi könyvkereskedő, a róla elnevezett könyvkiadó cég alapítója.

## Életútja
Könyvkereskedői pályáját 1821-ben Eisenachban kezdte, ahonnan öt évvel később Bécsbe ment és 1836-ig a Carl Gerold-féle könyvkereskedésben volt alkalmazva, mint segéd. 1836-ban mint társtulajdonos a Mösle-féle könyvkereskedésbe lépett, melyet 1840-ben Ludwig Wilhelm Seidel barátjával együtt megvett és azt Braumüller és Seidel társascég alatt folytatta. 1848-ban Seidel kilépett a cégből és ettől kezdve semmiféle társszerződés által nem feszélyezve, Braumüller mint könyvkereskedő, s kiadó olyan tevékenységet fejtett ki, hogy könyvkereskedése vetekedett a Gerold-félével. Kiadóüzlete pedig, mely képviselte a tudományos irodalom minden ágát, világhírűvé emelkedett, tekintélyt szerezve, nemcsak alapítójának, hanem az összes osztrák kiadóknak is, Braumüller kiadványai mellett és azok támogatására újabb és újabb szakfolyóiratokat alapított. Így keletkeztek a Vierteljahrsschrift für Dermatologie und Syphilis, Vierteljahrsschrift für Forstwesen, Vierteljahrsschrift für kath. Theologie, Vierteljahrsschrift für Rechts- und Staatwissenschaft, Vierteljahrsschrift für wissenschaftl. Veterinärkunde, a Medicinische Jahrbücher, a Quellenschriften für Kunstgeschichte und Kunsttechnik stb. Kiadványainak fénypontját kétségkívül orvos-sebészi vállalatai képezik. Magyarországra nézve kiváló érdekkel bír a Braumüllers Bade-Bibliothek cím alatt megindított gyűjtemény, melyben a 19. század végéig mintegy 110 kötet jelent meg, és orvos-vegytani szempontból Magyarország minden jelentékenyebb fürdője külön kötetben van ismertetve. Braumüller volt az első osztrák kiadó, aki kiadványainak nemcsak belső becsére áldozott sokat, hanem pazarul költött azok külső kiállítására is. 1848-tól kezdve, amikor udvari könyvkereskedővé nevezték ki, egymásután a legfényesebb kitüntetésekben részesült majdnem minden európai uralkodó részéről, 1871-ben pedig, könyvkereskedői pályájának 50. évfordulója alkalmával, Ausztria császára a Vaskorona-rendet és azzal osztrák nemességet adományozott neki. Halála után az üzlet Wilhelm nevű fiára szállt.